# Redon
Redon (en galo Rdon, en bretón Redon) es una ciudad de Francia situada en la región de Bretaña y en el departamento Ille-et-Vilaine.

## Geografía
Redon limita con los departamentos de Morbihan y Loire-Atlantique. Se encuentra a 50 km de Nantes, Rennes, Vannes y de sus respectivos aeropuertos. Asimismo, la ciudad cuenta con una estación que conecta Quimper y Rennes y luego París en 2 horas.
Redon se sitúa a orillas de los ríos Vilaine y Oust y se encuentra en una encrucijada de vías fluviales que también incluye el Canal de Nantes a Brest.

## Demografía
| 8876            | 9363 | 9649 | 9170 | 9260 | 9499 | 9461 | 9493 | 8921 | 8889 |
| (Fuente: INSEE) |      |      |      |      |      |      |      |      |      |

## Historia
Existe muy poca información sobre esta zona antes del 832. Sin embargo, parece que hubo una parroquia con el nombre de Riedones que dio nombre a la ciudad. En 832, Conwoion, un monje bretón con la ayuda del emperador carolingio Louis le Pieux fundó la abadía de Saint-Sauveur de Redon. Esta comunidad monástica crecerá con el tiempo hasta convertirse en una de las abadías más importantes de Bretaña. Hoy en día, todavía existen documentos relacionados con la vida de la abadía.
Fruto del desarrollo de la abadía, en la Edad Media, Redon comienza a acoger población y a adquirir importancia dentro del ducado de Bretaña al beneficiarse del comercio marítimo gracias a su posición estratégica en el Vilaine. En el siglo XIV Redon se dota de una muralla. Este desarrollo de la ciudad continuó hasta que se formó una pequeña comunidad rural de 6000 habitantes en la década de 1960.

## Lugares y monumentos
- Iglesia de Saint-Sauveur. Hoy en día parroquia, inicialmente fue la iglesia de una abadía fundada en 832. Posee una nave románica del siglo XI decorada con murales del siglo XII, y una parte reedificada posteriormente en estilo gótico. Su torre, de tres cuerpos, resistió un incendio en 1780 que destruyó varios tramos de la nave, quedando desde entonces en posición exenta. El antiguo claustro está rodeado por la Galería de los Ángeles Músicos, del siglo XVIII.[4]
- Casas con entramado de madera de la Grande Rue, del siglo XVI.[4]
- Depósito de sal, edificado en el siglo XVII. Almacenaba sal procedente de Guérande y Ambon.[4]
- Junto a los muelles de Santiago (Saint-Jacques) y Duguay-Trouin se encuentran viviendas de los siglos XVII y XVIII edificadas por los armadores de la época. En los de Jean Bart y Surcouf hay viviendas burguesas del XIX.[4]
- Puerto fluvial y orillas del canal de Nantes a Brest.

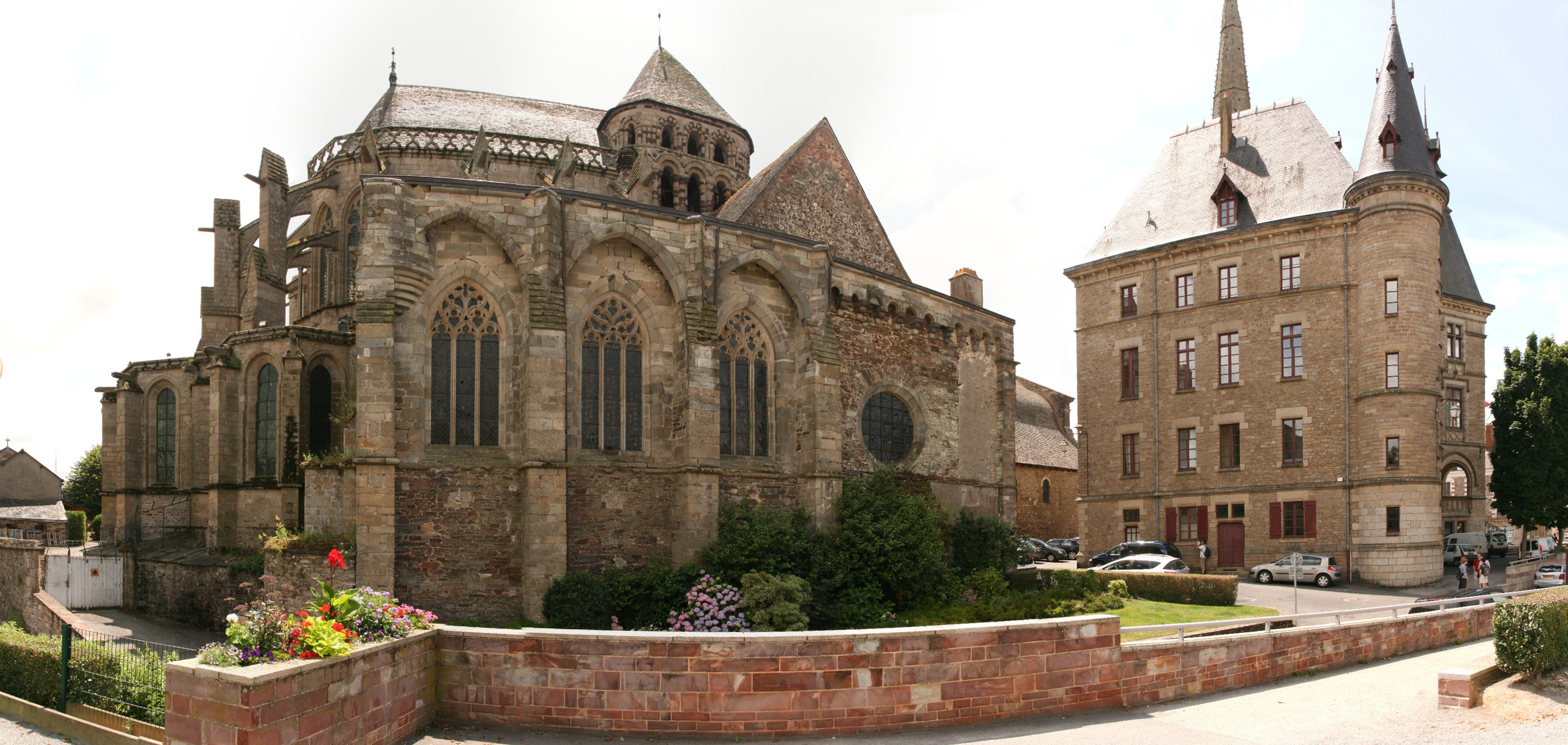
Iglesia Saint-Sauveur y Ayuntamiento.
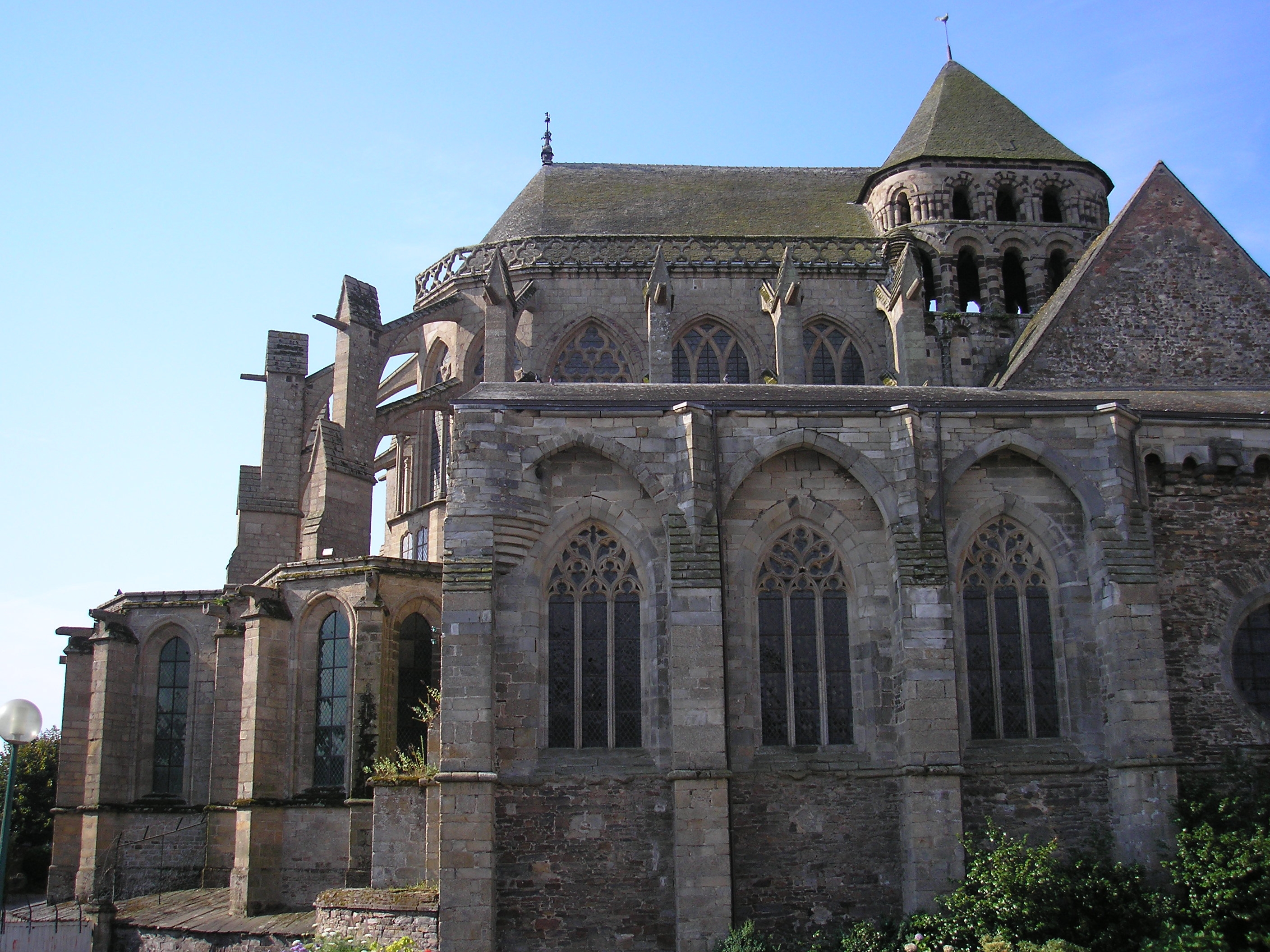
Iglesia Saint-Sauveur
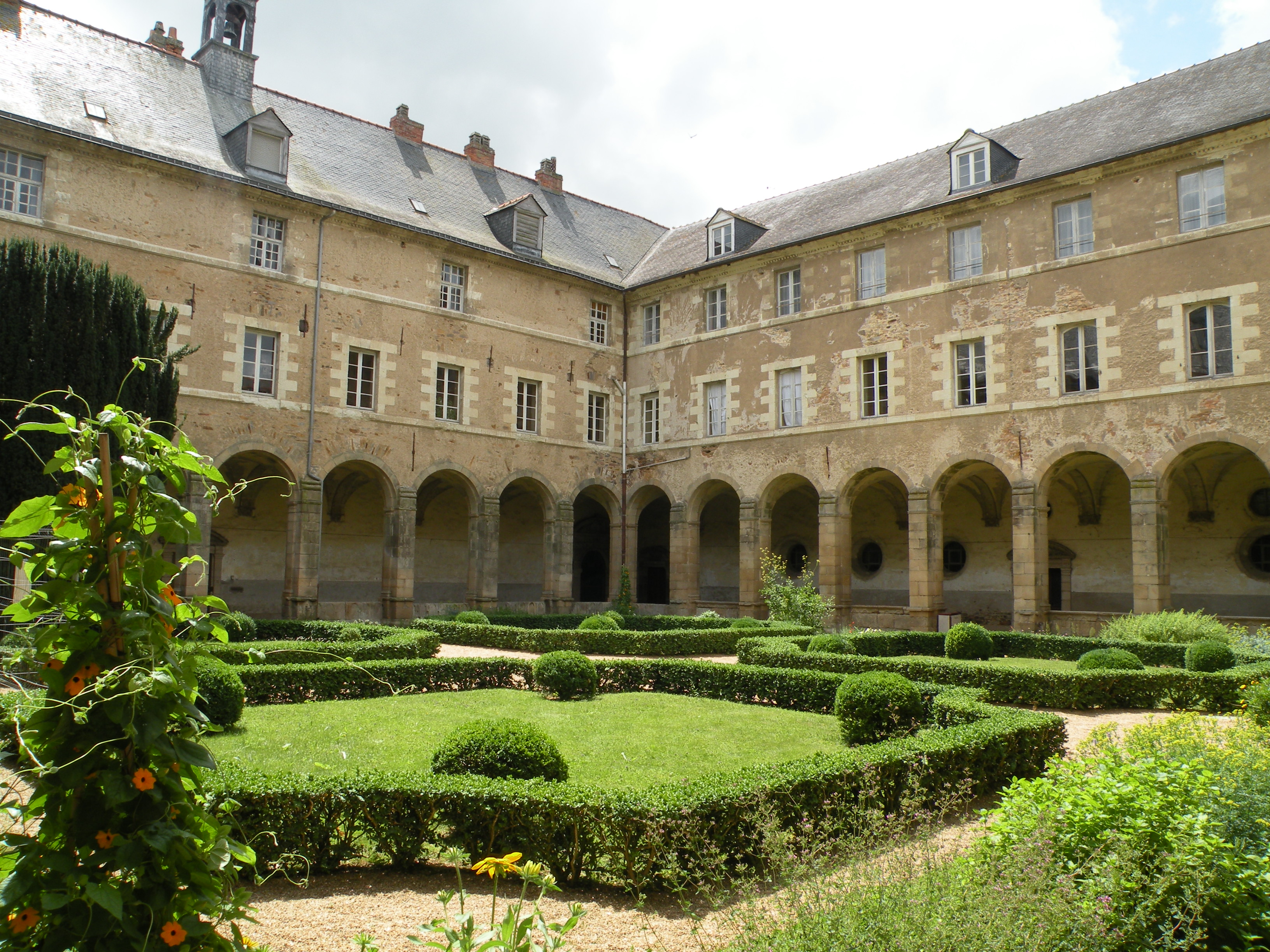
Claustro de la iglesia Saint-Sauveur.
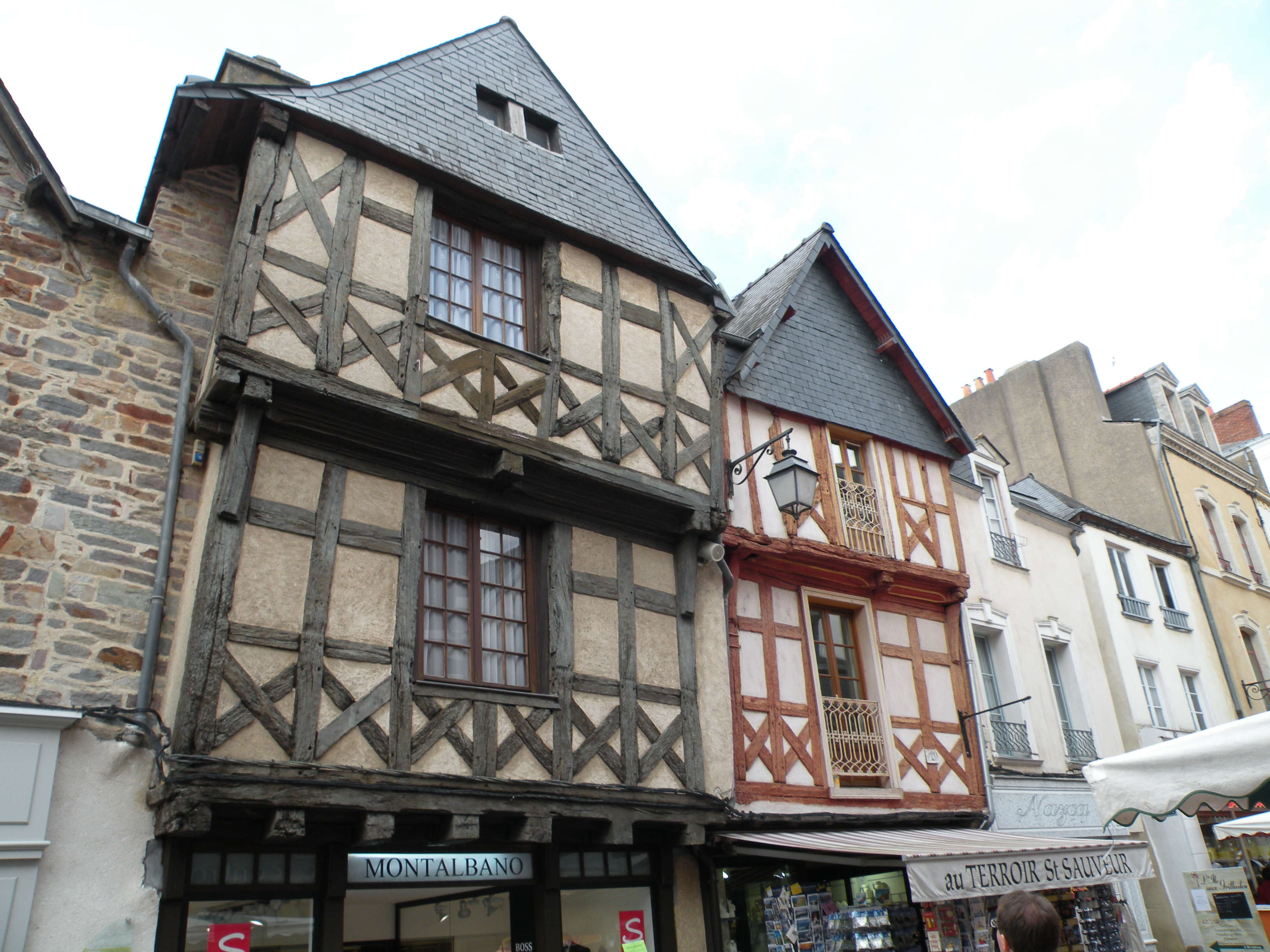
Edificio en la Grand Rue.
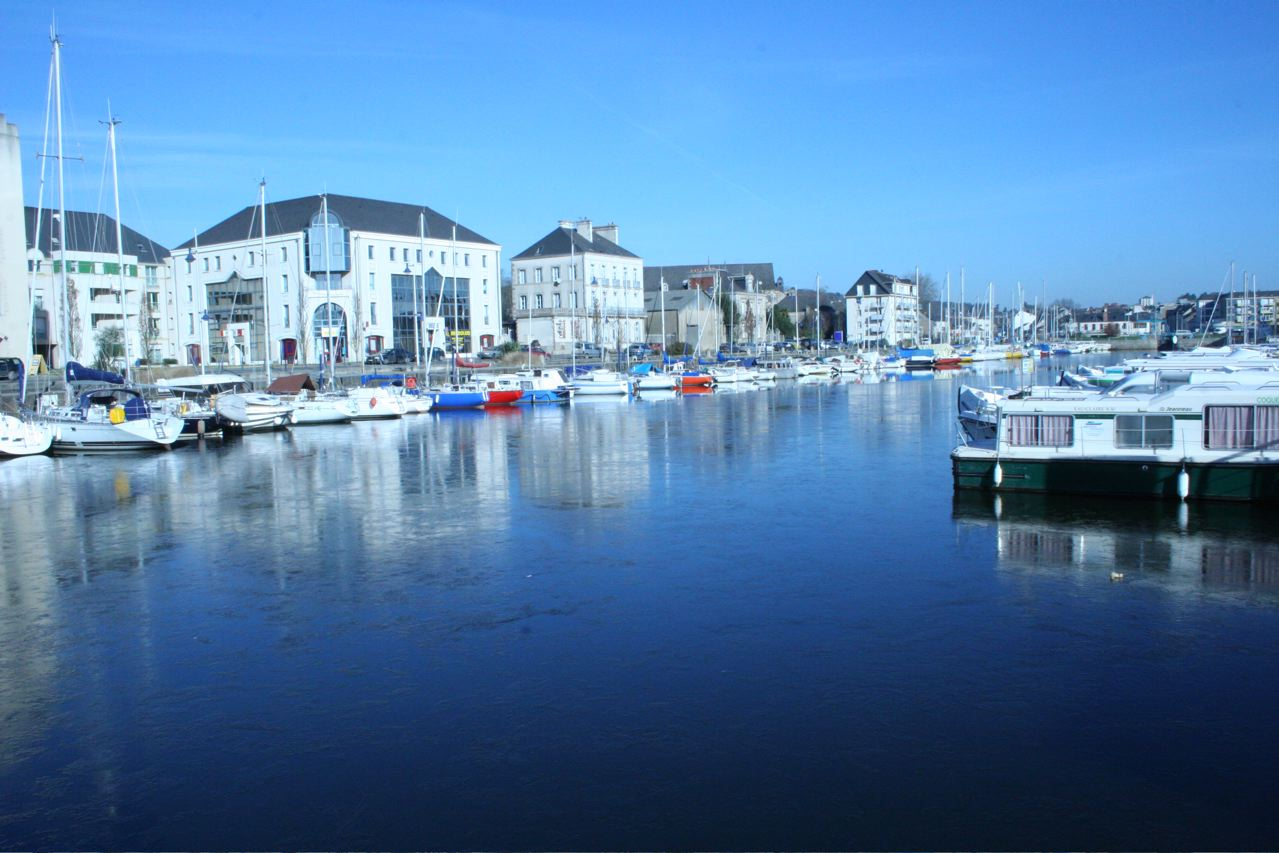
Puerto de Redon, sobre la Vilaine.
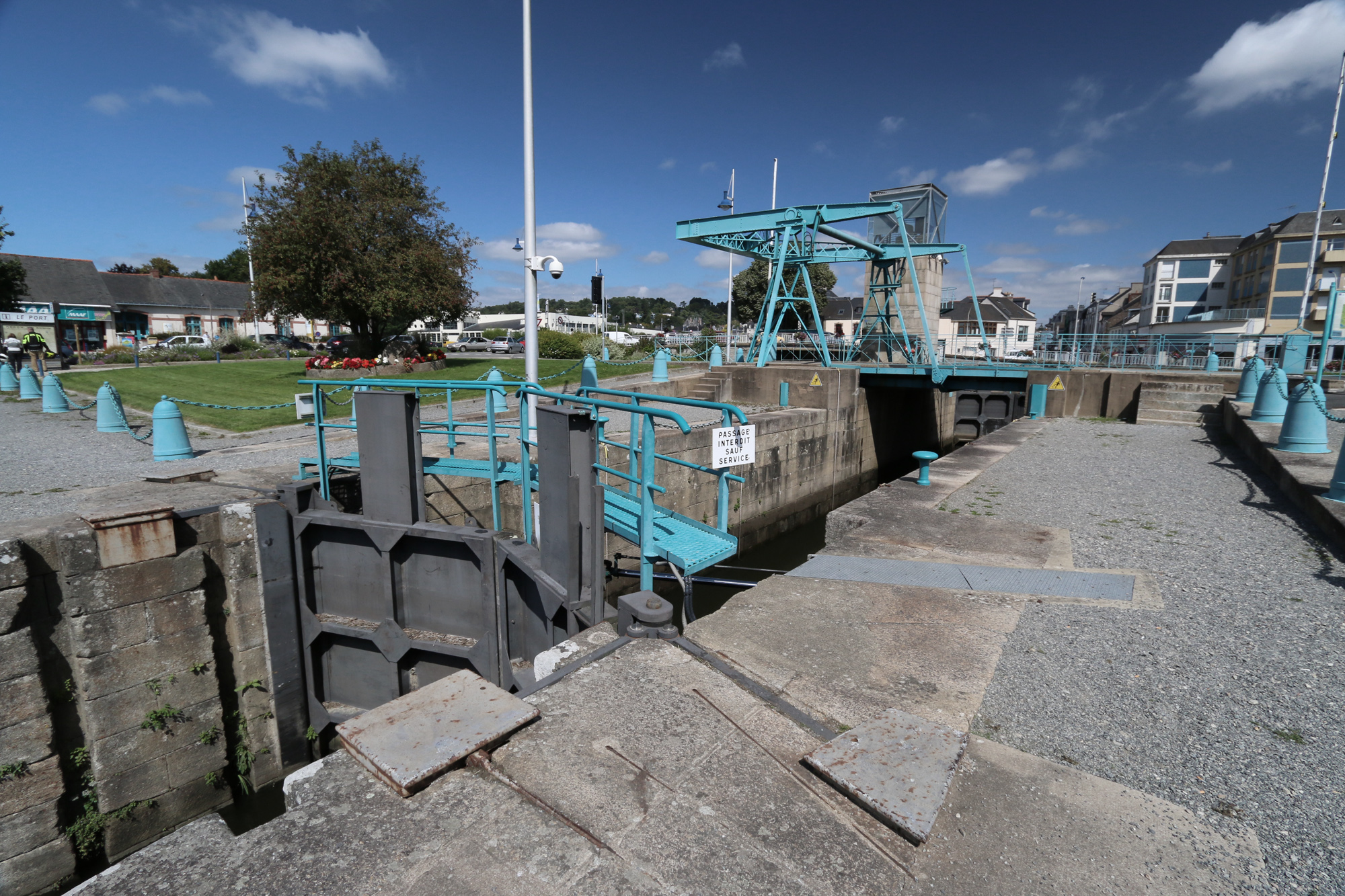
Esclusa del puerto de Redon

## Cultura
- Fête de la Chataigne (fiesta de la castaña) en octubre.
- Festival de la Bogue d'Or (Festival de canciones y música de la Alta Bretaña)
- El lunes 4 de julio finalizó en Redon la tercera etapa del Tour de Francia en 2011. La etapa de 198 km, que ganó Tyler Farrar, fue la primera vez que el Tour pasó por Redon.

## Ciudades hermanadas
- Andover (Hampshire), Reino Unido
- Goch, Alemania